# Kenshiro Tanioku
Kenshiro Tanioku (谷奥 健四郎 Tanioku Kenshiro?), född 28 maj 1992 i Mie prefektur, är en japansk fotbollsspelare.
Tanioku började sin karriär 2015 i Matsumoto Yamaga FC. 2016 blev han utlånad till Azul Claro Numazu. Han gick tillbaka till Matsumoto Yamaga FC 2017. 2018 flyttade han till Kataller Toyama. Han spelade 36 ligamatcher för klubben. 2020 flyttade han till Blaublitz Akita.